# Ulfrun Regio
Ulfrun Regio is een regio op de planeet Venus. Ulfrun Regio werd in 1982 genoemd naar Ulfrun, een reuzin uit de Noordse mythologie.
De regio heeft een diameter van 3954 kilometer en bevindt zich in het gelijknamige quadrangle Ulfrun Regio (V-27) en het quadrangle Bellona Fossae (V-15).